# Gens Volumnia
La Gens Volumnia fue una antigua familia patricia romana de origen etrusco, ya conocida con el nombre familiar de Vetusia o Veturia , atestiguada desde finales del siglo VII a. C.. C. Ello se debe, en primer lugar, a la presencia de Volumnia, mujer de Coriolano, ilustre personaje del siglo V a. C.; en segundo lugar, se sabe que entre los miembros de esta gens se encuentra Publio Volumnio Amintino Galo, que ocupó el consulado en el 461 a. C.
A pesar de sus antiguos orígenes, esta gens no alcanzó nunca posiciones de particular relieve en la historia de la República. 
Los Volumnii se dividieron en dos ramas, los Volumni Gallos, que llevaban el cognomen Amintinus, y los Volumni Llama, con el cognomen Violens.
Muy pocos miembros de esta gens son mencionados sin algún cognomen; entre estos hay que recordar a la ya mencionada Volumnia, mujer de Coriolano, famosa en la historia de Roma porque, apoyada por su suegra, Veturia, logró disuadir al héroe vencedor de los volscos, de volver sus armas contra Roma, que se había mostrado ingrata con él. 
Entre otros personajes de la Gens Volumnia se encuentran:
- Publio Volumnio Amintino Galo, que como ya se ha mencionado, ocupó el consulado en el 461 a. C.;
- Marcus Volumnius, que fue asesinado por Catilina durante el gobierno de Silla;
- Publius Volumnius, que fue uno de los jueces al proceso de Cluentius;
- Lucius Volumnius, senador y amigo íntimo de Cicerón.